# Péliföldszentkereszt
Péliföldszentkereszt Bajót településrésze Komárom-Esztergom vármegye északkeleti részén, a Gerecse keleti nyúlványain, a Bajna, Nyergesújfalu és Bajót közötti területen, az 1119-es és 1125-ös utakat összekötő 1124-es út mentén. Régi búcsújáró hely, 13. századi temploma műemlék. Egy kálvária is található itt.

## Történelem
Péliföldszentkereszt és környéke ősidők óta lakott hely, melyet a közelében található Berény-vár nevű, ismeretlen eredetű földvár, valamint az Öreg-kő sziklafalában lévő Jankovich-barlangban megtalált ősembermaradványok, a solutréi és a magdaléni kultúra számos ritka emlékei is bizonyítanak.
A települést az oklevelek 1243–1244-ben említik először, Peel (Pél) néven (Dl.4704), majd 1262-ben Pel alakban. 1358-ban a Nagymartoniak Bajót és Pél felének birtoklását igazolandó IV. Béla király 1243–1244 körüli oklevelét mutatták fel. 1265 előtt Buken comes (ispán) volt itt birtokos, azonban miután örökös nélkül halt meg, a király a birtokot Hontpázmány nemzetségbeli Ármai Pál veszprémi püspöknek és Benedek comesnek adta, de azt Buken özvegye visszakövetelte. 1307-ben Péli Halyfa fiai itteni földrészüket eladták a Bajótiaknak, és határát leírták. 1325-ben Szentemágócs nemzetségbeli Olaszi Fewlde fia János öröklött péli birtokát szintén a Bajótiaknak adta el.
Nagy valószínűséggel a török időkben lakatlanná vált, innen eredhet nevének Péliföld alakja: „prelidum Péliföld”. A Szent-Kereszt névrész temploma nevére utal.
Barkóczy Ferenc hercegprímás kolostort építtetett a nazarénusoknak, akik 1763 és 1770 között működtek itt. Utánuk a pálos rend letelepítését kísérelték meg először 1866 és 1867, majd 1903 és 1906 között. 1913 novemberétől a kegyhelyet Don Bosco Szalézi Társasága vette át.
1950-ben a szalézi rendet feloszlatták, az épületeket államosították. Vájárképző iskola és internátus működött itt 1950–1981 között, majd az emeletes zarándokház fogház lett, gondozottjai a szénbányában dolgoztak. A manzárdos teológiaépület a helyi TSZ vadászháza lett.
1988 és 1994 között a Nyolc Boldogság katolikus közösség lakta a kolostorépületet. 1992-től kezdve fokozatosan visszaköltözött a kolostorba a szalézi rend, jelenleg is ők üzemeltetik a helyet.

## Turizmus
- Péliföldszentkereszten halad át az Országos Kéktúra és a Kinizsi Százas teljesítménytúra útvonala.
- Don Bosco-ház
- Via Lucis (Örömút)[1][2]

## Galéria

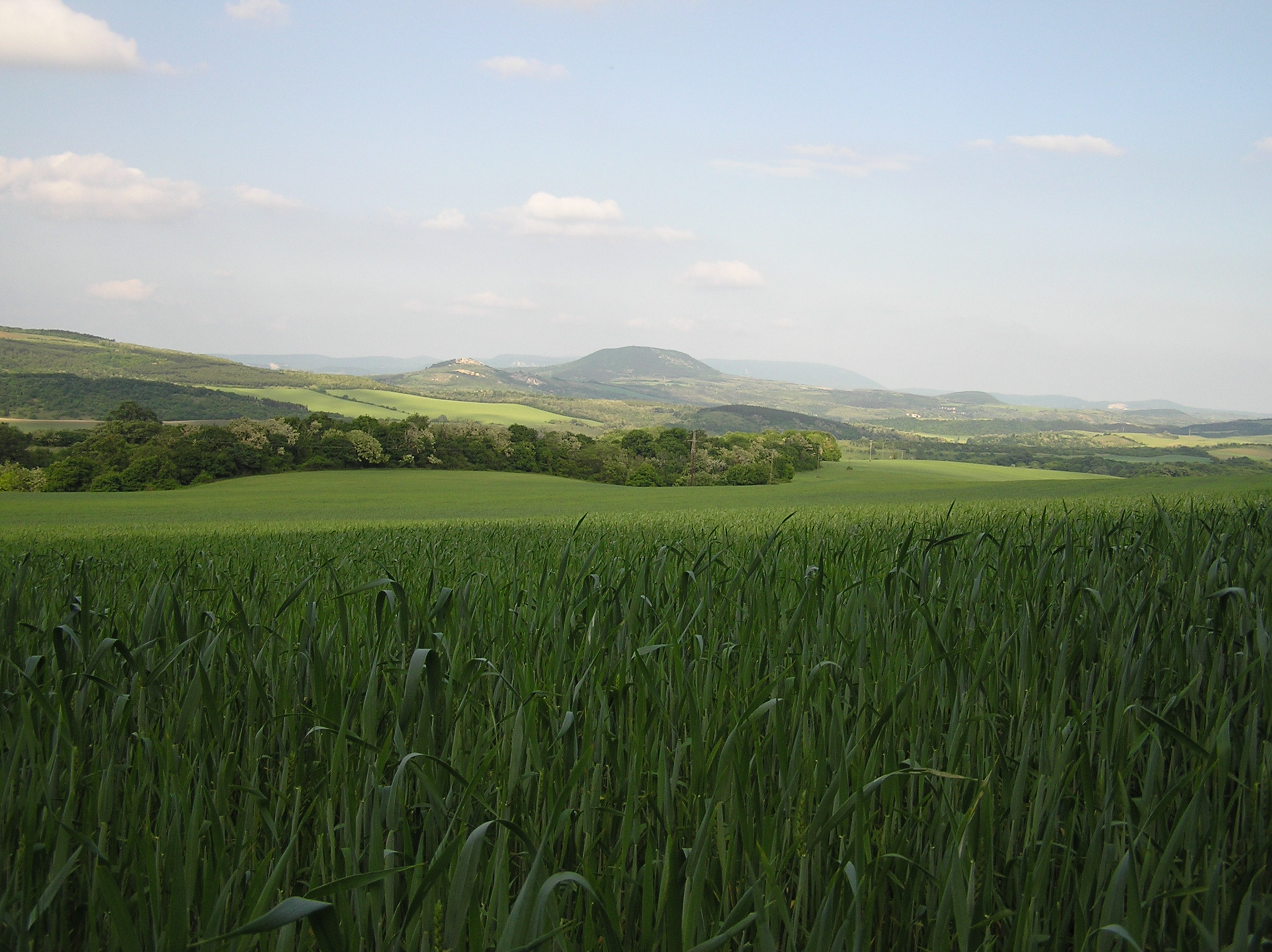
A Gerecse Péliföldszentkereszt határában
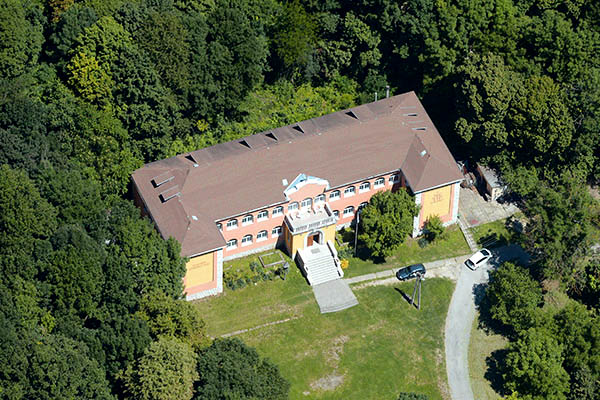
Don Bosco-ház
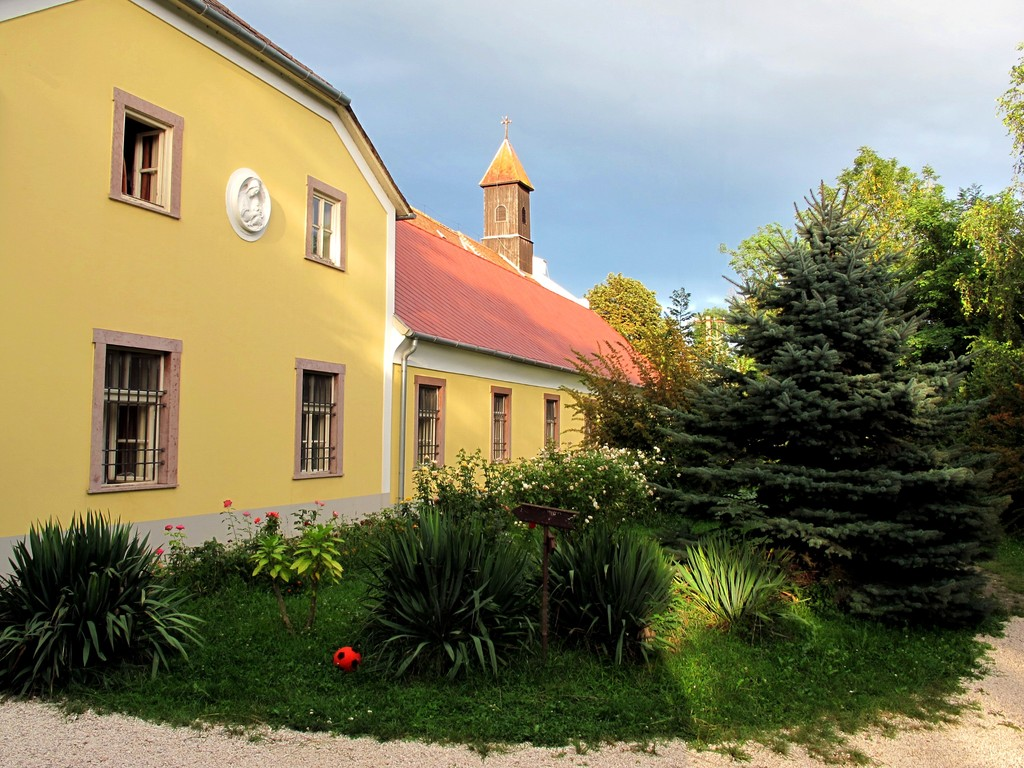
Péliföldszentkereszt, kolostor és templom
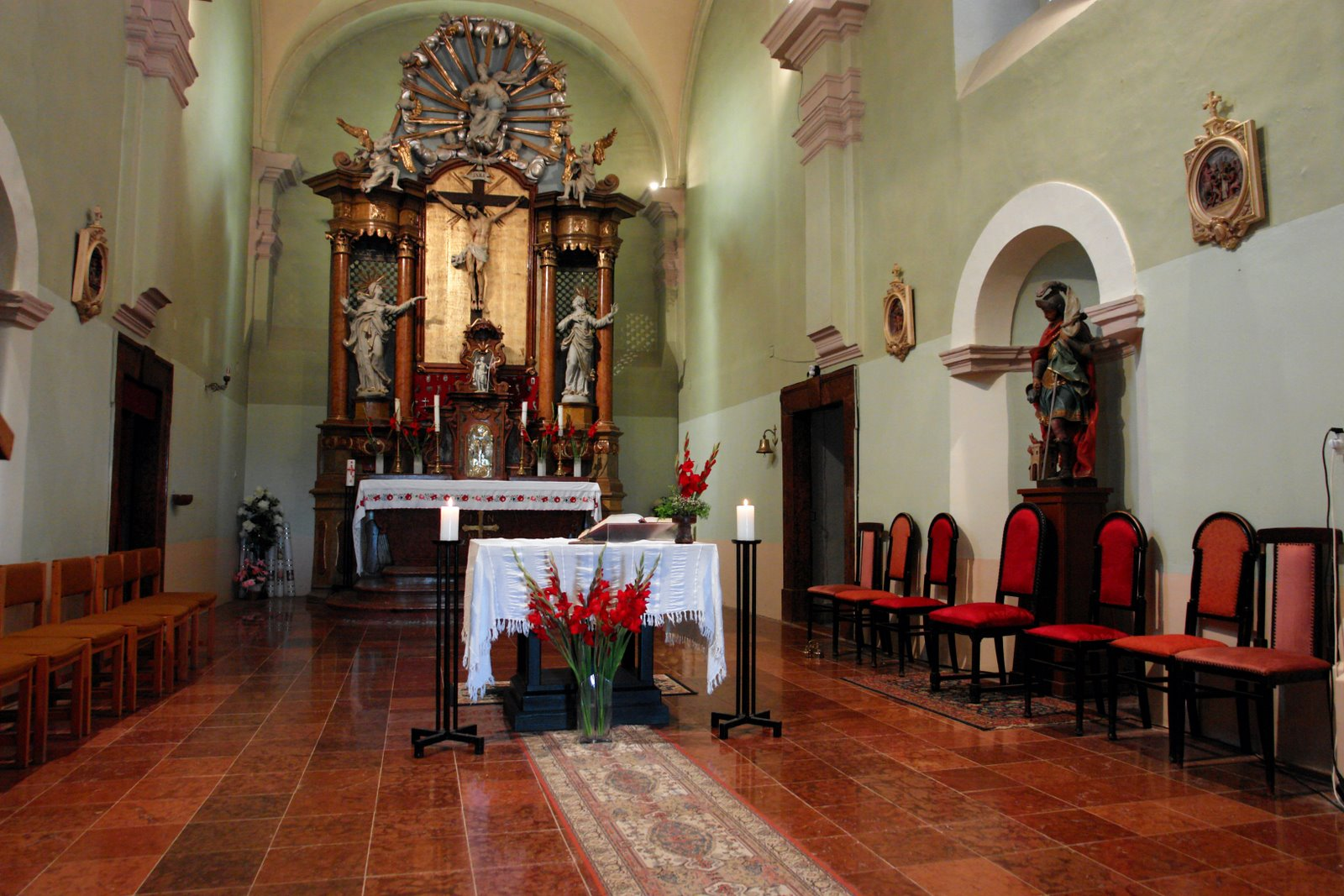
A templom szentélye
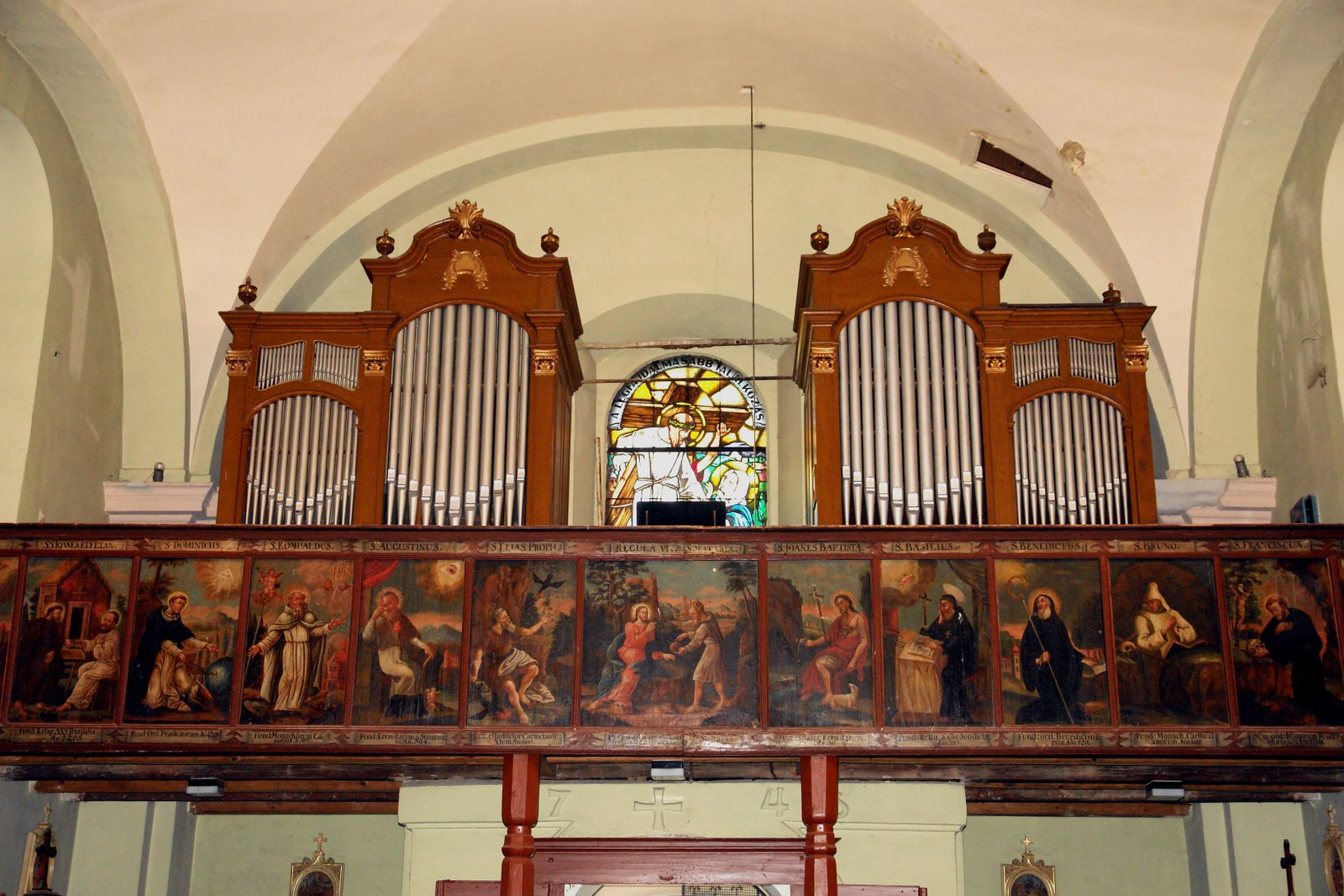
Díszes karzat-mellvéd és az orgona
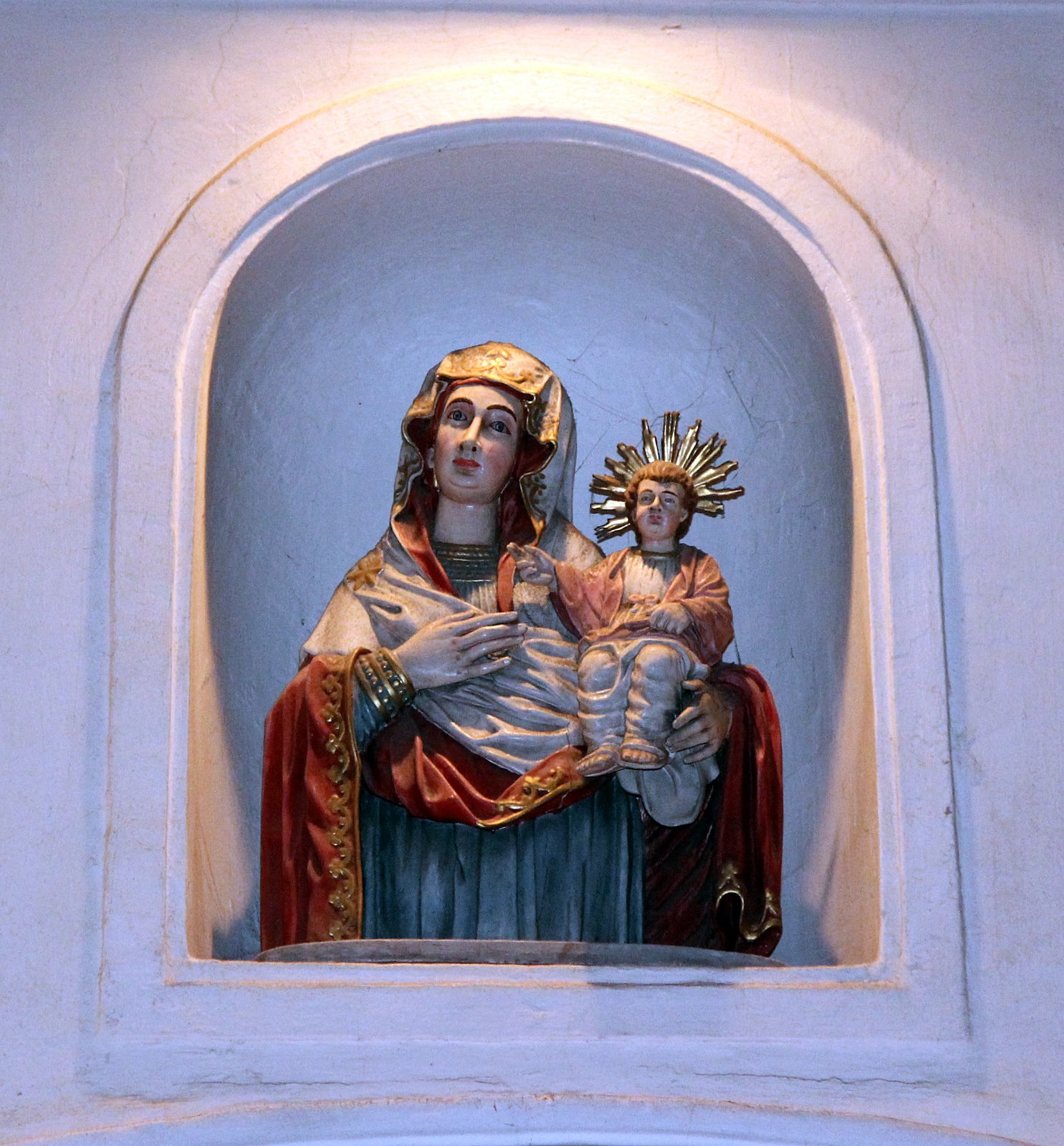
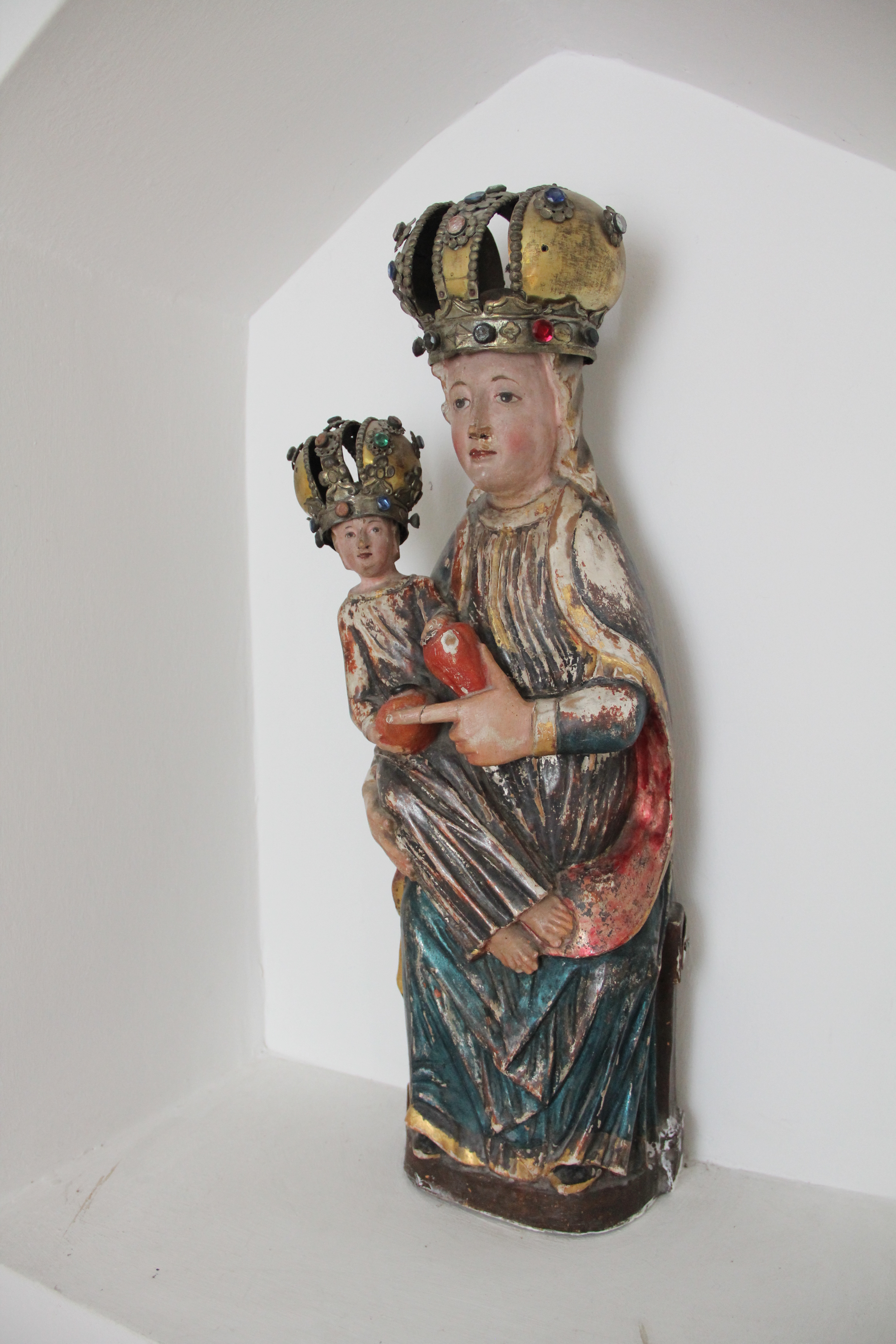
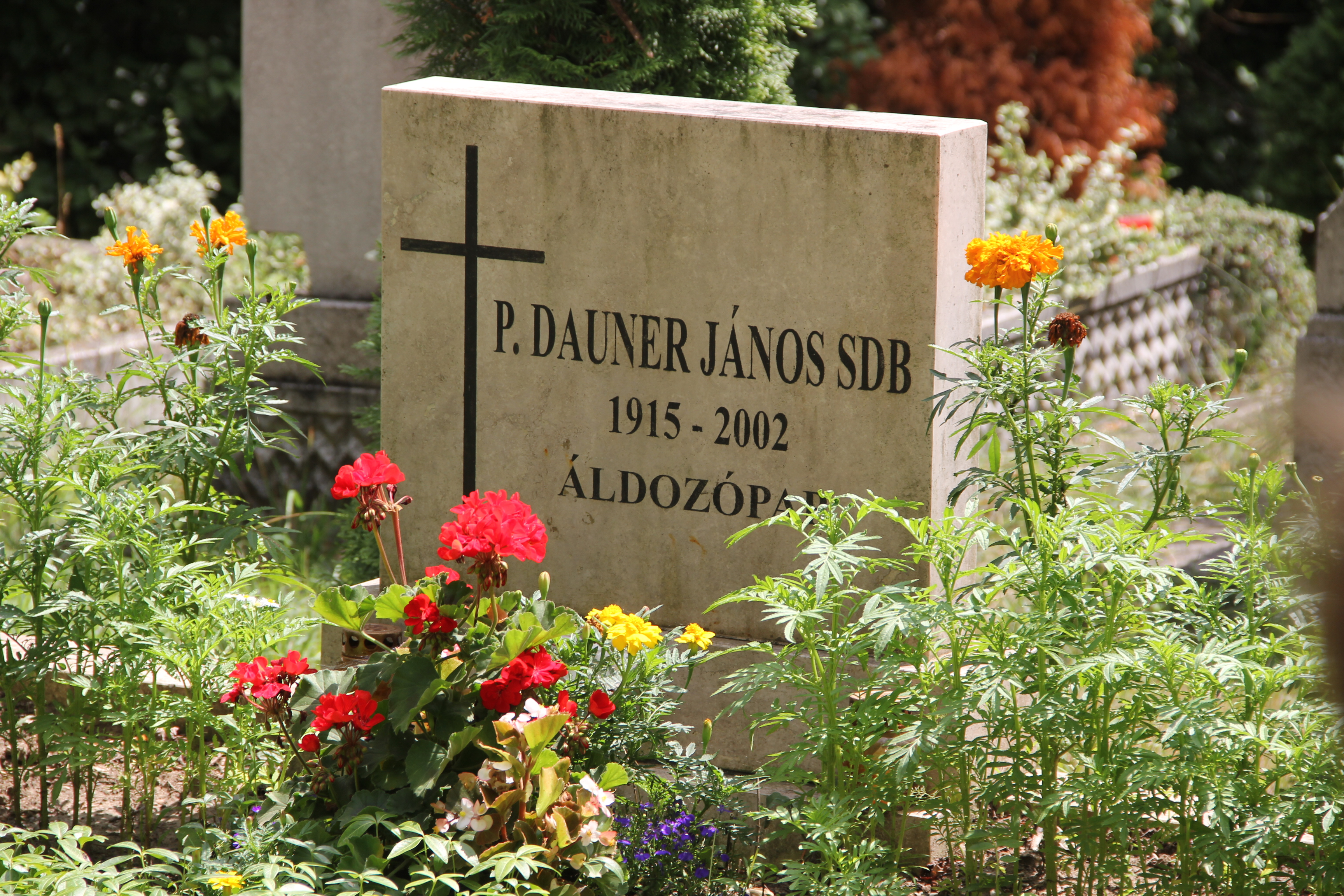
A szalézi szerzetesek temetője
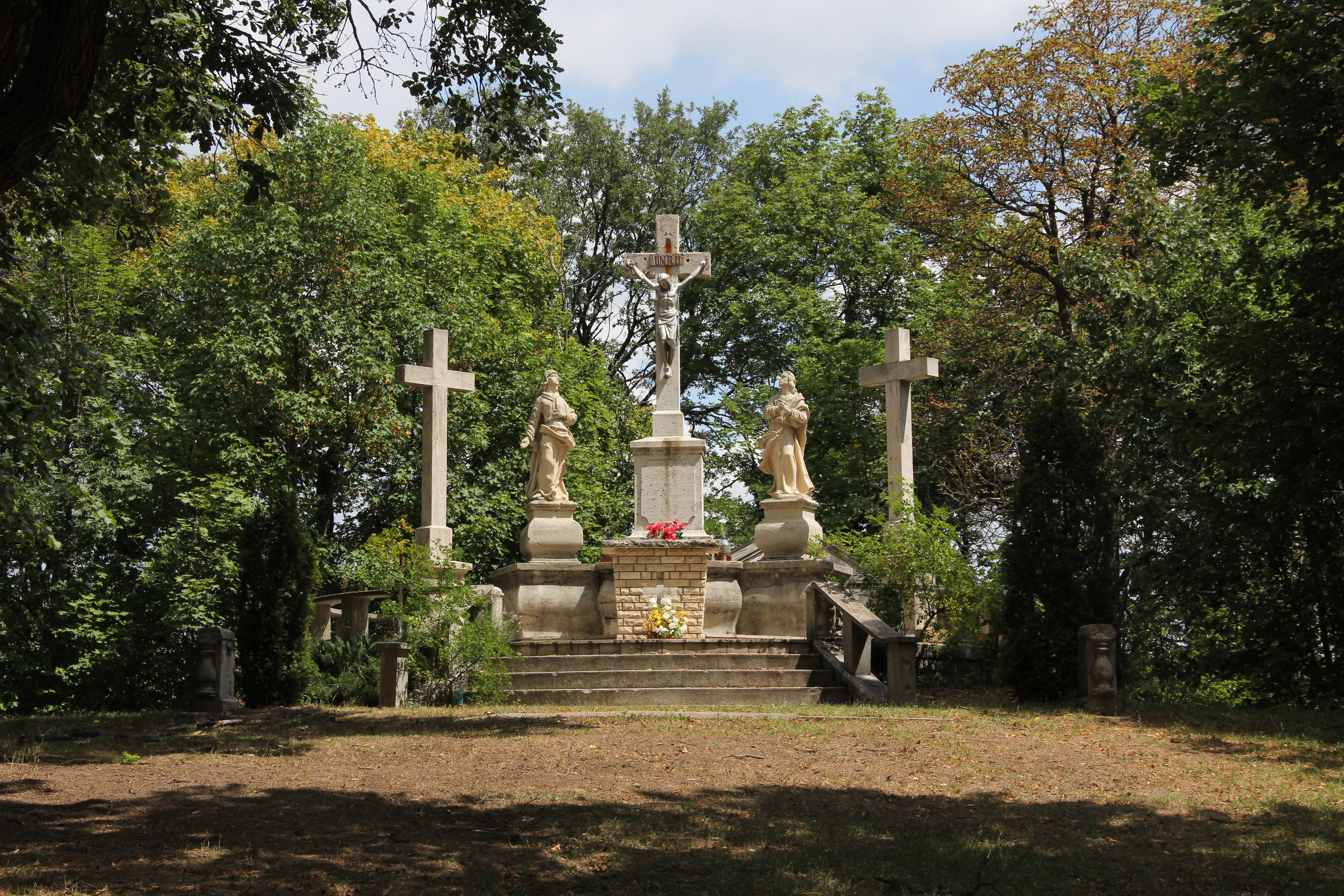
A keresztút utolsó "állomása"
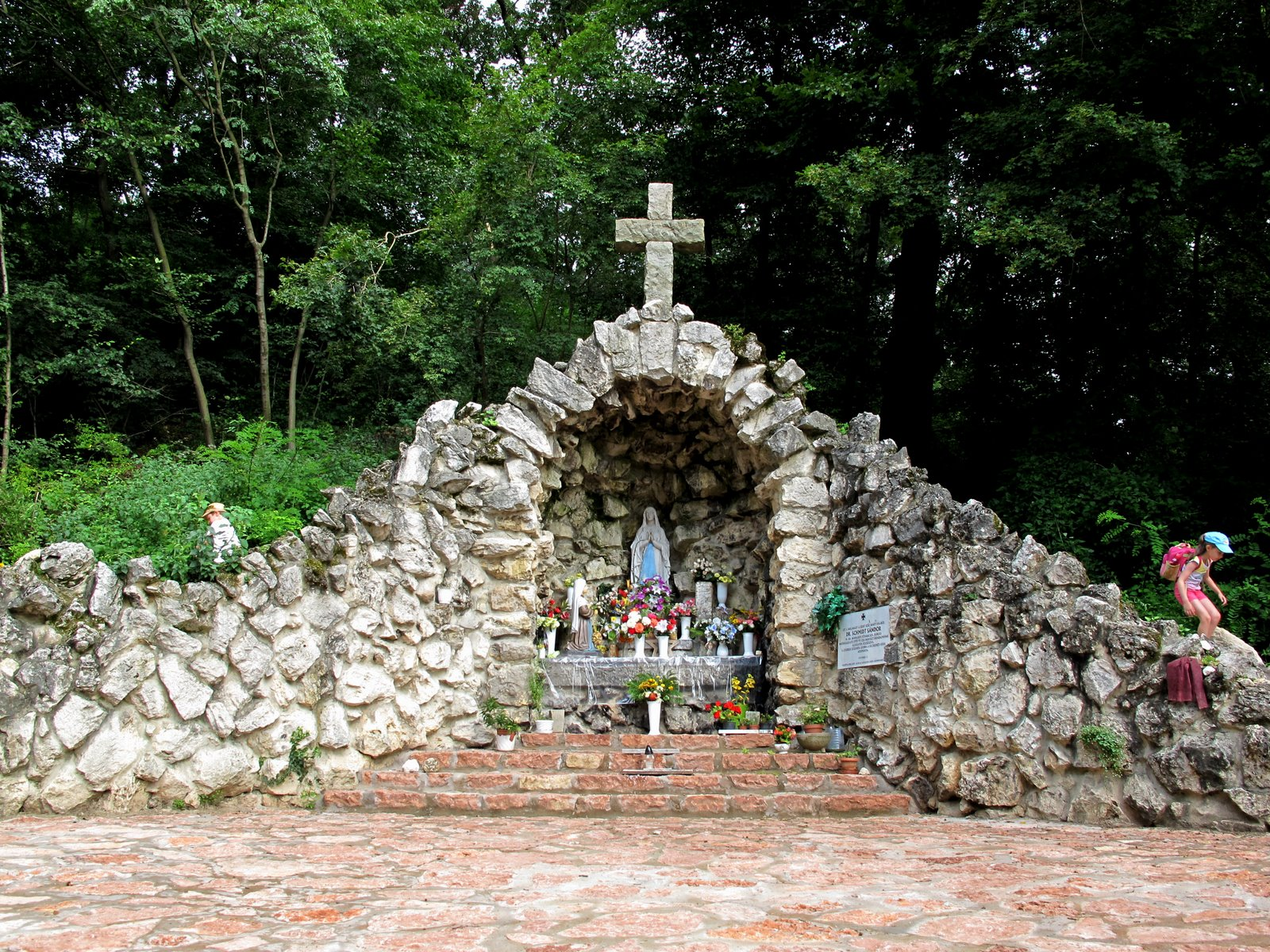
Szabadtéri oltár a forrásnál
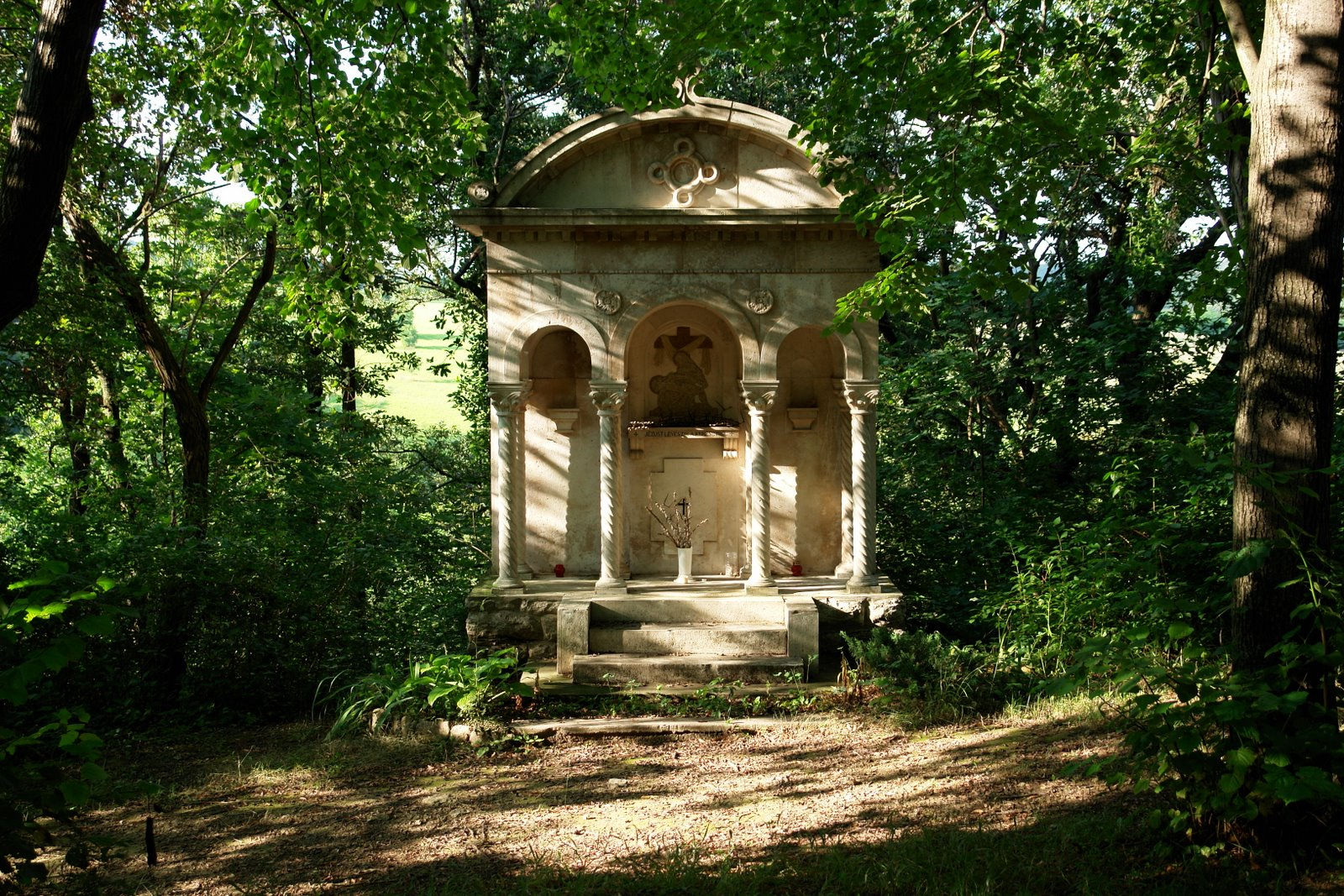
Keresztúti stáció